# Janomima mesundulata
Janomima mesundulata är en fjärilsart som beskrevs av Embrik Strand 1911. Janomima mesundulata ingår i släktet Janomima och familjen Eupterotidae. Inga underarter finns listade i Catalogue of Life.